# Phytocoris occidentalis
Phytocoris occidentalis är en insektsart som beskrevs av Stonedahl 1984. Phytocoris occidentalis ingår i släktet Phytocoris och familjen ängsskinnbaggar. Inga underarter finns listade i Catalogue of Life.